# Agriophanes pycnostrota
Agriophanes pycnostrota är en fjärilsart som beskrevs av Edward Meyrick 1930. Agriophanes pycnostrota ingår i släktet Agriophanes och familjen vecklare. Inga underarter finns listade i Catalogue of Life.